# Крылонёбный узел
Крылонёбный узел (лат. ganglion pterygopalatinum) — треугольной формы нервный узел, залегающий в жировой клетчатке крыловидно-нёбной ямки.

## Корешки
- Чувствительный корешок (лат. radix sensoria) — узловые ветви верхнечелюстного нерва;
- Парасимпатический корешок (лат. radix parasymphatica) — большой каменистый нерв, являющийся ветвью лицевого нерва;
- Симпатический корешок (лат. radix symphatica) — ветвь внутреннего сонного сплетения — глубокий каменистый нерв.

## Ветви
От крылонёбного узла отходят многочисленные ветви:
1. Глазничные ветви (лат. rr. orbitales);
2. Верхние задние носовые ветви (лат. rr. nasales posteriores superiores) — латеральные верхние задние носовые ветви и медиальные верхние задние носовые ветви;
3. Глоточный нерв (лат. n. pharyngeus);
4. Нёбные нервы (лат. nn. palatini) — большой нёбный нерв (лат. n. palatinus major) и малые нёбные нервы (лат. nn. palatini minores).